# Musée des Murs
Le musée des Murs (en italien : Museo delle Mura) est situé au premier et second étage de la porta San Sebastiano (Via di Porta San Sebastiano, 18) à Rome, en Italie. Il est dédié aux murs de Rome, leurs techniques de construction et offre la possibilité de marcher sur l'un des tronçons du mur d'Aurélien. L'accès au musée est gratuit.

## Histoire
Le musée, dans sa forme actuelle, a été inauguré en 1990. Avant 1939, la porta San Sebastiano, également connue sous le nom de porta Appia, était ouverte au public, mais des appartements y étaient aménagés, en logement et bureaux pour Ettore Muti, le secrétaire du Parti national fasciste, qui y séjourne de 1941 à 1943. Certaines mosaïques blanches et noires, présentes dans certaines des pièces, datent de cette époque. À partir de 1970, il existait un petit musée relié au parapet interne du mur d'Aurélien, mais ce musée qui n'était ouvert au public que le dimanche, fut fermé après quelques années. Le musée est rouvert sous son nom actuel en 1989, après la restauration de la porte, et inauguré l'année suivante.

## Exposition
Le musée présente l'histoire détaillée de la construction du mur à Rome et ses environs, avec des informations remontant à un mur construit à Ardea au sud-est de Rome, durant le VIIIe siècle. Il décrit les méthodes de construction de la première muraille romaine, construite au IVe siècle av. J.-C. par Servius Tullius, le légendaire sixième roi de Rome, après l'invasion de Rome par les Gaulois. Il présente la construction du mur d'Aurélien, vers le IIIe siècle av. J.-C., ainsi que des travaux ultérieurs pour augmenter la hauteur de ces murs et améliorer les défenses de la ville. Enfin, le musée expose les ajouts et les changements plus récents jusqu'au XXe siècle. En plus de textes et croquis sont présentés certains modèles de murs .

## Description
Salle 1

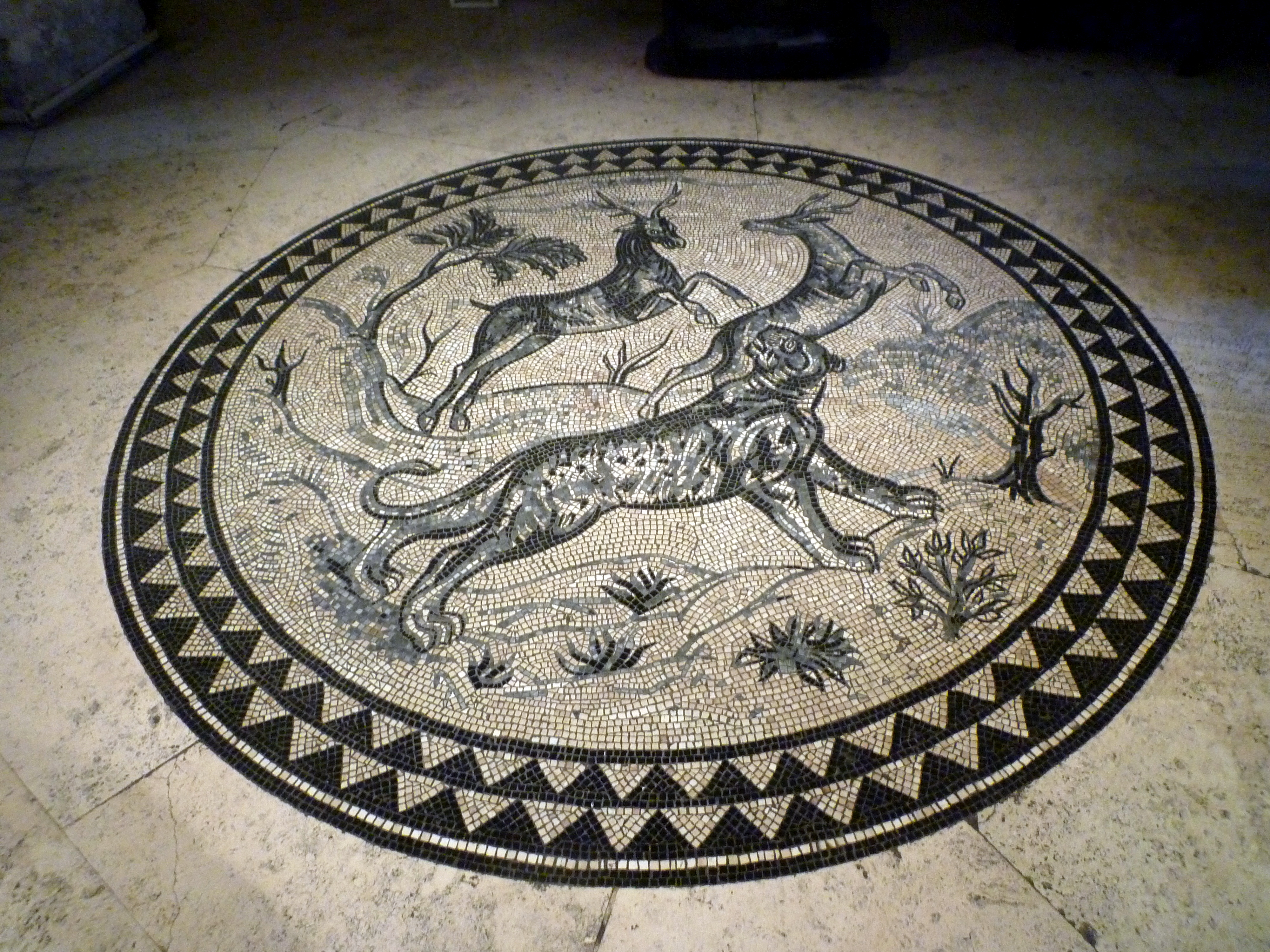
Mosaïque moderne de la salle I.

La salle 1 est aménagée dans la tour ouest. Au sol, une mosaïque tricolore réalisée entre 1940 et 1943 représentant un tigre attaquant deux cerfs placés dans un environnement fleuri et boisé.
La salle comprend des moyens vidéo et une projection.
Salle 2
La salle 2 est située au premier étage, dans la zone qui relie les deux énormes tours latérales. Dans le hall se trouvent des panneaux dédiés au pomerium et à la partie la plus ancienne des murs. Les panneaux suivants sont liés à la muraille Aurélienne : sont illustrées les différentes raisons qui ont conduit à la construction de ces murs, ainsi que toutes les techniques de construction et types de portes. Le dernier panneau montre les techniques d'assaut des assaillants et les techniques de défense du mur. Sur les murs, des moulages en plâtre de croix placées sur l'arche de certaines portes des murs. Au sol, une mosaïque bicolore (noir et blanc) représentant un chef à cheval entouré de soldats, datant des années 1940.
Salle 3

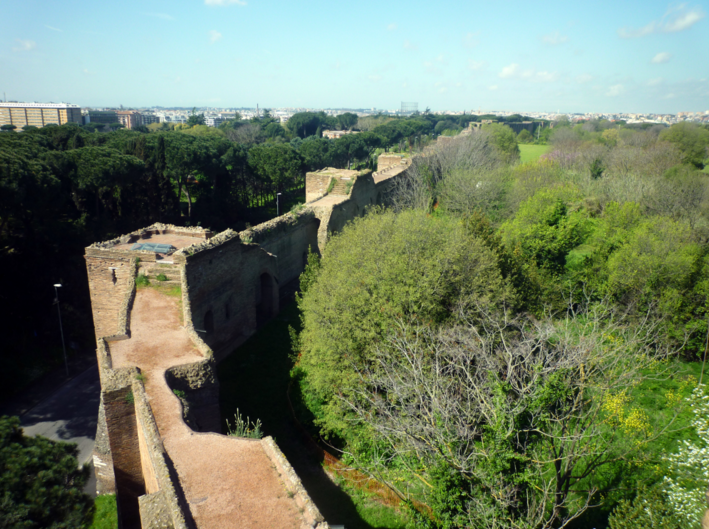
La muraille vue de la tour ouest.

La troisième salle est située dans la tour est. Cette salle montre quatre modèles de reconstruction des murs. Au centre de la salle, un plan de Rome montre tout le circuit des murs.
Salle 4
La quatrième pièce est une petite pièce dans la tour ouest. Dans cette salle, un panneau montre les différentes phases architecturales de la porta San Sebastiano ; un autre raconte les différentes phases architecturales des autres portes.
Salle 5
La salle 5, située dans la tour ouest, comprend trois panneaux et des reconstructions plastique des portes des murs et de la via Appia.
Salle 6
La salle 6 est située au deuxième étage du corps central de la porte située au-dessus de l'entrée. Dans cette salle se trouvent six panneaux relatifs à la partie médiévale et moderne du musée, comprenant une description historico-architecturale et les interventions nécessaires à l'entretien des murs, du XVIe au XXe.
Salle 7
La septième salle, située sur la tour est, montre la maquette du bastion Ardeatino, œuvre d' Antonio da Sangallo le jeune pour renforcer les murs. Sur les murs, des restes de dessins au fusain, peut-être des croquis pour la décoration de la porta San Sebastiano réalisés à l'occasion du passage de Charles Quint en 1536.
Terrasse et passerelle
La terrasse et la passerelle sont accessibles directement et uniquement depuis la salle 7 du musée.